# 蒲田春樹
蒲田春樹（かまた はるき、1929年4月29日ー2017年）は、日本の経営コンサルタント。

## 人物・来歴
1950年東京物理学校卒、1952年同志社大学卒。技術士。京都大学に学び、1955年産業能率研究所に勤務、1963年にR＆D経営センターを設立。

## 著書
- 『部門別の業務統計図表のつくり方 アイデアを数字にいかすコツ』日本法令様式販売所, 1965
- 『誤りだらけのビジネス 方針伝達から効果測定までの提案』日本法令様式販売所, 1967
- 『社員の職能別資格テスト集 ビジネスエリートへの入門』日本法令様式販売所, 1967
- 『経営幹部の部門別資格テスト集 期待される経営幹部の条件』日本法令様式販売所, 1967
- 『経理部員の適性資格テスト集 財務管理のエキスパートの条件』日本法令様式販売所, 1968
- 『営業部員の適性資格テスト集 実力セールスマンの登竜門』日本法令様式販売所, 1968
- 『不良社員せん滅作戦 部下に裏切られないために』ベストセラーズ, 1969
- 『奇想の発見 現場の難問に挑む』ベストセラーズ, 1972
- 『グラフによる説得術 TPO別テクニック集』ダイヤモンド社, 1976
- 『虚をつかれハッとする本』(ワニの本）ベストセラーズ, 1977.4 のち文庫
- 『会議の席でいい話をしゃべる本 ナルホドの発言とその応用法』(ワニの本) ベストセラーズ, 1978.6 のち文庫
- 『計数センスのみがき方 数字の意味を掴み、3倍仕事ができる本』こう書房, 1979.1
- 『こんな秘密が女を変える 愛する女に読ませる知恵』(ワニの本) ベストセラーズ, 1979.12 のち文庫
- 『経営計画入門 活用自在式 すぐに応用できる企業成長のための計画づくり』日本実業出版社, 1981.3
- 『ビジネス・センスの磨き方 他人に一歩先んじる50の法則』PHP研究所, 1983.1
- 『10人に1人の部下になるビジネス常識の本 できる男の会社術』 (ワニの本) ベストセラーズ, 1985.2
- 『いい仕事のできる本 意識が変われば行動が変わる』PHP研究所, 1987.2
- 『打てばひびく頭の回転 ビジネスのヒント』ナイスデイ・ブックス, 1990.3
- 『社長と幹部の成績表 経営者がやって良いこと、悪いこと』PHP研究所, 1993.12
- 『ビジネス国語「快」辞典 意表をつく発想 話術・説得・交渉・会議・文案の秘密本』(ワニの本) ベストセラーズ, 1993.4
- 『営業マンの国語 営業レポートからセールス話法まで101問で自由自在 自宅研修』PHP研究所, 1994.6
- 『サラリーマン成功の法則 会議、電話、酒席、人間関係…』(On select) 編著. 雄鶏社, 1994.7
- 『営業マンの数学 値引き計算から決算書の読み方まで101問で自由自在 自宅研修』PHP研究所, 1994.7
- 『ネオ判断基準 ビジネスマンよ、今が思案のしどころだ!』ベストセラーズ, 1995.11
- 『京の華 京菓子司「鼓月」中西美世あまから奮闘記』扶桑社, 1997.9
- 『暮らしの伝承 迷信と科学のあいだ』朱鷺書房, 1998.12
- 『会社員なら知っておくべき掟 誰も教えなかったホンネの社内処世術』(Kawade夢新書) 河出書房新社, 1998.4
- 『会社や社員の不祥事の見つけ方、防ぎ方 着服、横領、背任、セクハラ…手遅れになる前に』(Kawade夢新書) 河出書房新社, 1999.4
- 『こんな社員はイエローカード! 強い上司、できる部下に変わる本』(Kawade夢新書) 河出書房新社, 2001.2
- 『部下の心にしみるこんな話ができますか 若い社員を大きく伸ばす教え方とは』(Kawade夢新書) 河出書房新社, 2003.1
- 『京都人の商法 「伝統」と「革新」を両立させるビジネス感覚に学ぶ』サンマーク出版, 2006.1
- 『魅惑の京都ふしぎ発見 通の密かな街歩き!』PHP研究所, 2015.5
- 『そうだ神さまに訊こう! 京都の神社仏閣に学ぶビジネスの極意』扶桑社新書 2017.5

### 共著
- 『コツを伝授します 器用人間の知恵袋』塩田丸男, 安田ヨリコ共著. ベストセラーズ, 1972
- 『京都の罠 素顔の古都を再発見』茂山あきら共著 (ワニの本) ベストセラーズ, 1997.3

翻訳
- ジェームス・W.ピッケンズ『完全なる売り方買わせ方』訳・監修. ベストセラーズ, 1988.2 のちワニ文庫